# Lambert van Velthuysen

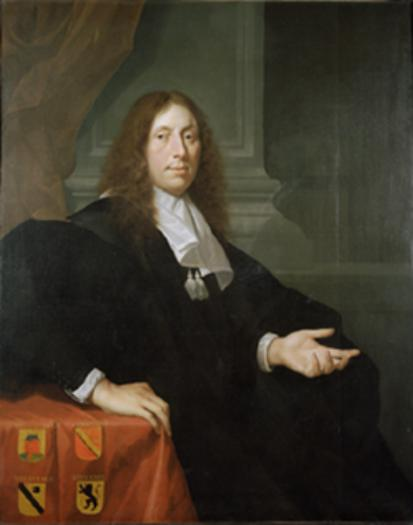
Lambert van Velthuysen

Lambert van Velthuysen (Utrecht, 1622 - aldaar, 1685) ook bekend onder de Latijnse naam Lambertus Velthusius, was een Nederlands theoloog, filosoof, geneeskundige en bestuurder. Hij werd in Utrecht geboren en werd vooral bekend vanwege zijn contact met Spinoza en zijn kritiek op de kerkelijke organisatie. Op jonge leeftijd bezocht Van Velthuysen de Latijnse school van Genève. Vervolgens studeerde hij in dezelfde stad. Daar kwam hij in aanraking met het calvinisme. Na een aantal jaren keert hij terug naar zijn geboortestad Utrecht. Daar studeerde hij onder andere bij Henricus Regius, waarna hij op 16 maart 1644 op een filosofisch proefschrift promoveerde bij Daniel Berckringer. Na dat proefschrift koos hij echter voor een carrière als arts.

## Filosofie en theologie
Van Velthuysen was in zijn jonge jaren vooral een orthodox calvinist. Toch spreekt hij in 1648 uit dat hij Hobbes en Descartes tot zijn leermeesters rekent. Dat is bijzonder, omdat dit tot dan toe nergens in zijn werk tot uiting komt. Na verloop van tijd begint Van Velthuysen het echter als zijn missie te beschouwen om te bewijzen dat de cartesiaanse denkbeelden niet in strijd zijn met de Bijbel. Eenzelfde exercitie onderneemt hij voor de theorieën van Copernicus. De kern van zijn betoog is dat kwesties over natuurwetenschap niet met op de Bijbel gebaseerde argumenten weerlegd mogen worden. De Bijbel leert ons nergens letterlijk iets over astronomie.
Van Velthuysen wordt daarnaast beschouwd als degene die Hobbes bij het Nederlandse publiek heeft geïntroduceerd.
In de filosofie is Van Velthuysen toch vooral bekend geworden vanwege de brieven die hij wisselde met Spinoza. Aanvankelijk kritiseerde Van Velthuysen Spinoza, maar later kwamen de twee op goede voet met elkaar te staan.
Van Velthuysen had kritiek op het godsbeeld van Spinoza. De God die Spinoza schetste had geen goddelijke wil. Daardoor was volgens Van Velthuysen niet langer aan God af te meten wat ‘goed’ en wat ‘kwaad’ was. Moraal en deugdzaamheid werden zo in de waagschaal gesteld en dat had allerlei onzekerheden ten gevolg. Ook zo werd volgens Van Velthuysen de waarde van de Bijbel aangetast. Want als God geen moreel oordeel gaf, dan was de Bijbel weinig meer dan retoriek. Spinoza was niet onder de indruk van de kritiek en stuurde Van Velthuysen een gepeperde brief.
Desalniettemin werden Spinoza en Van Velthuysen vrienden. Vanaf 1673 hebben ze elkaar regelmatig bezocht en hielpen ze elkaar bij het uitbrengen van teksten. De vriendschap zal versterkt zijn doordat ze dezelfde kant kozen in conflict tussen Descartes en de Utrechtse theoloog Voetius.

## Bestuur
In 1667 werd Van Velthuysen opgenomen in de regentenstand. Later bekleedde hij het ambt van schepen. Zijn neef was op dat moment al lid van dezelfde vroedschap en zou later zelfs tweede burgemeester worden. In 1672, na het aflopen van het stadhouderloos tijdperk, werd Lambert van Velthuysen echter uit zijn functie ontheven. Waarschijnlijk was hij te kritisch geweest. In ieder geval had hij zich ingelaten met de republikeinse partij van de gebroeders Cornelis de Witt en Johan de Witt en samen met Hendrik van Meerkerk had hij het onrechtmatig handelen van de Staten-Generaal tegen het gewest Utrecht vanwege de Franse bezetting aan de kaak gesteld. Ook in kerkelijke kringen was Van Velthuysen controversieel geworden. Zo had hij zich in Het Predick-Ampt en ’t Recht der Kercke nogal nadrukkelijk over de rol van de kerk uitgesproken en had hij de kerk organisatie een ‘politiek sociëteit’ genoemd. In 1685 stierf Van Velthuysen in Utrecht.

## Naam
De naam wordt in wisselende spellingen geschreven. In buitenlandse publicaties wordt het voorvoegsel ‘Van’ vaak weggelaten terwijl in Nederlandse publicaties ook over ‘Van Veldhuizen’ en ‘Van Veldhuyzen’ geschreven wordt. Aangezien een vaste schrijfvorm destijds nog niet bestond, is ook in originele documenten een keur aan spellingswijzen aan te treffen.

## Publicaties
Onder meer
- Epistolica Dissertatio de Principiis Justi et Decori, continens Apologiam pro tractatu Clarissimi Hobbaei, De Cive, 1651 (bevat een verdediging van De Cive van Hobbes). Tweede druk 1680
- Disputatio de finito & infinito : in qua defenditur sententia clarissimi Cartesii De motu, spatio, & corpore (verdediging van Descartes)
- Bewys dat noch de leere van der sonne stilstant, en des aertryx bewegingh, noch de gronden vande philosophie van Renatus Des Cartes strijdig sijn met Godts woort : gestelt tegen een tractaet van J. du Bois, predikant tot Leyden; genaemt Naecktheyt vande Cartesiaensche philosophie ontbloot ..., 1656
- Tractatus duo medico-physici, unus de liene, alter de generatione ..., 1657
- De Initiis Primae Philosophiae, juxta fundamenta clarissimi Cartesii, 1662
- Usage de la raison dans les controverses théologiques, 1668
- Een tractaet van de afgodery en superstitie, 1669
- De la Pudeur naturelle et de la dignité humaine, 1676
- Tractatus moralis de Naturali Pudore & dignitate hominis in quo agitur, De Incestu, Scortatione, Voto Caelibatus, Conjugio, Adulterio, Polygamia & Divortiis, & c, 1676
- Het Predick-Ampt en ’t Recht der Kercke
- Ondersoeck of de Christelijcke overheydt eenigh quaedt in haer gebiedt mach toe laten", 1660
- Opera Omnia, 1680 (verzameld werk in twee delen), volledige titel Lamberti Velthuysii, Ultrajectini, opera omnia. Ante quidem separatim, tam belgicè quam latinè, nunc verò conjunctim latinè edita. Quibus accessere duo tractatus novi, hactenus inediti: prior est De articulis fidei fundamentalibus: alter De cultu naturali, oppositus tractatui theologico-politico & operi posthumo Benedicti de Spinoza Uitgegeven door Reinier Leers